# Sinus versus
Sinus versus (tudi versinus ali obrnjeni sinus) (oznaka {\displaystyle \operatorname {versine} z\,} ali {\displaystyle \operatorname {vers} z}) je danes redko uporabljana trigonometrična funkcija, ki je povezana z danes bolj znanimi trigonometričnimi funkcijami na naslednji način:
{\displaystyle \operatorname {versin} (\theta )=1-\cos(\theta )=2\sin ^{2}\left({\frac {\theta }{2}}\right).}
Grafična oblika versinusa je enaka kosinusoidi,
ki je premaknjena za 1 navzgor. Funkcija je povsod definirana. Ničle ima funkcija v točkah {\displaystyle (2k\pi ,{\text{ }}0)}. Minimumi so tam kjer so ničle. Maksimumi pa so v točkah {\displaystyle ((2k+1)\pi ,{\text{ }}2)}. 

## Definicije
V nadaljevanju so naštete vse obrnjene trigonometrične funkcije in njihove povezave z običajnimi (pogosteje uporabljanimi) funkcijami:
| {\displaystyle {\textrm {versin}}(\theta ):=2\sin ^{2}\!\left({\frac {\theta }{2}}\right)=1-\cos(\theta )\,}                    |
| {\displaystyle {\textrm {vercosin}}(\theta ):=2\cos ^{2}\!\left({\frac {\theta }{2}}\right)=1+\cos(\theta )\,}                  |
| {\displaystyle {\textrm {coversin}}(\theta ):={\textrm {versin}}\!\left({\frac {\pi }{2}}-\theta \right)=1-\sin(\theta )\,}     |
| {\displaystyle {\textrm {covercosin}}(\theta ):={\textrm {vercosin}}\!\left({\frac {\pi }{2}}-\theta \right)=1+\sin(\theta )\,} |
| {\displaystyle {\textrm {haversin}}(\theta ):={\frac {{\textrm {versin}}(\theta )}{2}}={\frac {1-\cos(\theta )}{2}}\,}          |
| {\displaystyle {\textrm {havercosin}}(\theta ):={\frac {{\textrm {vercosin}}(\theta )}{2}}={\frac {1+\cos(\theta )}{2}}\,}      |
| {\displaystyle {\textrm {hacoversin}}(\theta ):={\frac {{\textrm {coversin}}(\theta )}{2}}={\frac {1-\sin(\theta )}{2}}\,}      |
| {\displaystyle {\textrm {hacovercosin}}(\theta ):={\frac {{\textrm {covercosin}}(\theta )}{2}}={\frac {1+\sin(\theta )}{2}}\,}  |

Iz pregleda se vidi, da je znanih več obrnjenih trigonometričnih funkcij
- kosinus versus ali vercosine, ki ga označujemo z {\displaystyle \operatorname {vercosin} (\theta )}
- koversinus, kiga označujemo z  {\displaystyle \operatorname {coversin} (\theta )}  včasih okrajšamo v {\displaystyle \operatorname {cvs} (\theta )}
- koverkosinus, ki ga označujemo z  {\displaystyle \operatorname {covercosin} (\theta )}
- haversinus, ki ga označujemo z  {\displaystyle \operatorname {haversin} (\theta )} najbolj znan haversinski obrazec, ki se je nekdaj uporabljal v navigaciji
- haverkosinus ali haverkosinus z oznako {\displaystyle \operatorname {havercosin} (\theta )}
- hacoversinus ali hakoversinus ali kohaversinus, ki ga označujemo z {\displaystyle \operatorname {hacoversin} (\theta )}
- hakoverzni kosinus ali hakoverkosinus ali kohaverkosinus z oznako {\displaystyle \operatorname {hacovercosin} (\theta )}
- ekssekanta, ki jo označujemo z {\displaystyle \operatorname {exsec} (\theta )}
- ekskosekanta z oznako {\displaystyle \operatorname {excosec} (\theta )}

## Povezave s trigonometričnimi funkcijami
Trigonometrični funkciji, ki jo označimo z fun, pripadajo sledeče povezave
{\displaystyle {\begin{aligned}\operatorname {verfun} (\theta )&:=&2\left(\operatorname {fun} \!\left({\frac {\theta }{2}}\right)\right)^{2}\\\operatorname {cofun} (\theta )&:=&\operatorname {fun} \!\left({\frac {\pi }{2}}-\theta \right)\\\operatorname {hafun} (\theta )&:=&{\frac {\operatorname {fun} (\theta )}{2}}\\\operatorname {exfun} (\theta )&:=&\operatorname {fun} (\theta )-1\\\end{aligned}}}.

## Odvodi in integrali
| {\displaystyle {\frac {d}{dx}}\mathrm {versin} (x)=\sin {x}}                    | {\displaystyle \int \mathrm {versin} (x)\,dx=x-\sin {x}+C}                    |
| {\displaystyle {\frac {d}{dx}}\mathrm {vercosin} (x)=-\sin {x}}                 | {\displaystyle \int \mathrm {vercosin} (x)\,dx=x+\sin {x}+C}                  |
| {\displaystyle {\frac {d}{dx}}\mathrm {coversin} (x)=-\cos {x}}                 | {\displaystyle \int \mathrm {coversin} (x)\,dx=x+\cos {x}+C}                  |
| {\displaystyle {\frac {d}{dx}}\mathrm {covercosin} (x)=\cos {x}}                | {\displaystyle \int \mathrm {covercosin} (x)\,dx=x-\cos {x}+C}                |
| {\displaystyle {\frac {d}{dx}}\mathrm {haversin} (x)={\frac {\sin {x}}{2}}}     | {\displaystyle \int \mathrm {haversin} (x)\,dx={\frac {x-\sin {x}}{2}}+C}     |
| {\displaystyle {\frac {d}{dx}}\mathrm {havercosin} (x)={\frac {-\sin {x}}{2}}}  | {\displaystyle \int \mathrm {havercosin} (x)\,dx={\frac {x+\sin {x}}{2}}+C}   |
| {\displaystyle {\frac {d}{dx}}\mathrm {hacoversin} (x)={\frac {-\cos {x}}{2}}}  | {\displaystyle \int \mathrm {hacoversin} (x)\,dx={\frac {x+\cos {x}}{2}}+C}   |
| {\displaystyle {\frac {d}{dx}}\mathrm {hacovercosin} (x)={\frac {\cos {x}}{2}}} | {\displaystyle \int \mathrm {hacovercosin} (x)\,dx={\frac {x-\cos {x}}{2}}+C} |